# André Noufflard
André Noufflard (* 18. Januar 1885 in Florenz; † 18. Mai 1969 in Paris) war ein französisch-italienischer post-impressionistischer Maler. Er war verheiratet mit Berthe Noufflard.

## Biographie
André Noufflards Mutter war Italienerin und sein Vater stammte aus der Normandie. Mit 12 Jahren wurde er Halbwaise, weil sein Vater starb. Nach dem Studium der Rechtswissenschaften in Rom und Perugia entdeckte er 1907 mit 22 Jahren seine Berufung als Künstler und beschloss Maler zu werden.
Er studierte zunächst Zeichnen und Gravieren in Florenz bei Nerina Simi und kam dann 1910 nach Paris, wo seine Schwester Florence lebte, die kurz zuvor den Historiker Elie Halévy geheiratet hatte. In der Académie de la Grande Chaumière studierte er Malerei bei René Ménard und Lucien Simon. Dann traf er bei Jacques-Émile Blanche Berthe Langweil, die er 1911 heiratete.
Es folgte ein weiterer Aufenthalt in Italien in Broncigliano, das heute zu Scandicci gehört. Er bereiste Italien und malte unter anderem 1914 das Dorf Mosciano und das sollten die letzten Bilder bis 1919 sein. In diesem Jahr wurde Noufflard als technischer Offizier in die italienische Armee eingezogen. Unter anderem nahm er dabei an der Zwölften Isonzoschlacht teil. Während des gesamten Krieges sah sich das Ehepaar Noufflard nicht. Erst nach der Demobilisierung kehrte er nach Paris zurück. Dort sah er auch erstmals seine da schon vierjährige Tochter Henriette.
Im Jahr 1920, nach der Geburt der zweiten Tochter Geneviève, gründeten und restaurierten André und Berthe das Familienanwesen von Fresnay-le-Long bei Tôtes in der Normandie. Dort verbrachte das Paar jährlich mehrere Monate.
Noufflard Malte viel in der Folgezeit und stellte mehrfach mit seiner Frau in Galerien aus. Noufflard, der den Faschismus in Italien ablehnte, erhielt 1926 seine französische Staatsbürgerschaft zurück.
Noufflard reiste viel mit Henri Rivière. Die Reisen führten in die Bretagne oder in die Alpen nach Galtür. Den Anfang des Zweiten Weltkriegs verbrachte Noufflard erst bei Toulouse und dann auf seinem Landsitz in der Dordogne, wo auch Henry Rivière die Kriegsjahre überstand.
Von Noufflard und seiner Frau sind über 700 Amateurfilme erhalten, die zwischen 1925 und 1940 gedreht wurden.
Noufflard stellte in den Jahren 1927, 1935, 1956 und 1967 in der renommierten Galerie Brame & Lorenceau aus sowie 1929 und 1951 bei Paul Durand-Ruel.

## Werke in Museumsbesitz
- Musée Carnavalet, Paris: Henri Rivière dans son atelier (Henri Rivière in seinem Atelier)
- Bibliothèque littéraire Jacques-Doucet, Paris: Eine Serie mit Radierungen
- Musée des beaux-arts de Rouen: Bacqueville-en-Caux, La Place[1] (Der Dorfplatz von Bacqueville-en-Caux)
- Musée des beaux-arts de Rouen: La Valouine, vue d'ensemble[2] (der Weiler La Valouine, Sicht auf das Ensemble)